# Mousquet (contre-torpilleur)
Le Mousquet est un contre-torpilleur français de la classe Arquebuse, lancé en août 1902 et en service dans la marine française à partir de juin 1903. Il servit en Extrême-Orient et sera coulé par le croiseur allemand Emden lors du combat de Penang, dans le détroit de Malacca, le 27 octobre 1914.

## Construction
Le contre-torpilleur Mousquet est mis sur cale aux Ateliers et Chantiers de la Loire de Saint-Nazaire en novembre 1900. Lancé en août 1902, il est mis en service en juin 1903.

## Caractéristiques duMousquet
Le Mousquet, d'une longueur de 58,3 m et d'une largeur de 6,4 m, avait un déplacement de 300 tonnes. Avec une machine à vapeur de 6 300 chevaux, il pouvait filer 30 nœuds à feux poussés.
Son artillerie se composait d'un canon de 65 mm, 6 canons de 47 mm, ainsi que 2 tubes lance-torpilles de 450 mm.

## Carrière
D'abord affecté à l'escadre de Méditerranée un mois après sa mise en service, il rejoint les forces navales d'Extrême-Orient en 1904. Il y restera jusqu'en 1906, date à laquelle il est incorporé à la 1re flottille de contre-torpilleurs de la mer de Chine. Le Mousquet assure ensuite la défense de Saïgon à partir de 1907 jusqu'en mars 1914. Il gagne ensuite la base navale britannique de Poulo-Penang, en compagnie de ses sister-ships Pistolet et Fronde. 

### Combat de Penang
Plus de deux mois après le déclenchement de la Première Guerre mondiale et alors que le Pistolet et la Fronde sont immobilisés au mouillage à cause d'avaries, le Mousquet, commandé par le lieutenant de vaisseau Théroinne, patrouille dans le détroit pour repérer d'éventuels ennemis. Le 27 octobre 1914, le croiseur allemand Emden, camouflé en croiseur britannique, parvient à tromper le Mousquet. L'Emden torpille le croiseur russe Jemtchoug. Courageusement, le Mousquet se précipite alors à l'assaut mais son artillerie est trop faible et sa portée trop courte pour affronter un croiseur léger avec quelque chance de succès. L’Emden, avec ses pièces de 105 mm, tire trois bordées sur le contre-torpilleur. Un obus touche le petit bâtiment. Le commandant est tué et c'est l'enseigne de vaisseau Carissan qui poursuit ce combat inégal. Touché par d'autres tirs, le contre-torpilleur coule rapidement. Sur les 80 membres de l'équipage, 43 de ses marins disparaissent avec lui ; 36 autres, rescapés, sont recueillis (et bien traités) par l’Emden, cinq de ces rescapés, blessés gravement mourront peu après, Carissan meurt de ses blessures après le transport des prisonniers à Sabang dans l'île alors hollandaise de Weh où les morts seront enterrés. Le 13 novembre les marins restants sont amenés à Saigon à bord du D'Iberville. 
En avril 2015, un petit mémorial pour les marins disparus du Mousquet, œuvre de l'architecte Edmond Khoo Boo Hean, est inauguré dans le jardin de l'église de l’Assomption à George Town, capitale de Penang. C'est le seul monument de Malaisie pour des Français morts pendant une des deux guerres mondiales.